# Josep Ginesta i Vicente
Josep Ginesta i Vicente   (Sant Antoni de Vilamajor, 21 de juny de 1968) és un professor i professional català de les relacions laborals, seguretat social i gestió de persones a les organitzacions, que fou secretari general de Treball de la Generalitat de Catalunya entre els anys 2016 i el 2020. Actualment és secretari general de PIMEC, Confederació Patronal de la Petita i Mitjana Empresa de Catalunya.

## Biografia
Diplomat en Relacions Laborals per la Universitat Ramon Llull i Grau en Relacions Laborals i Recursos Humans per la UFV. Ha cursat un postgrau en Dret Processal a la URL i un Màster en Negociació i Influència a la Universitat de Califòrnia - Berkeley.
Ha estat Director de l'Àrea Laboral, d'Organització i Persones a Gesdocument i Gestió Sau (Grup CuatreCases). Anteriorment havia exercit càrrecs relacionats amb la gestió de persones i el treball a empreses com RibéSalat o a la Universitat Oberta de Catalunya, amb àmplia experiència en la negociació col·lectiva i de conflictes laborals també a nivell internacional. Compatibilitza la seva activitat professional amb la docència, com a Professor la OBS Business School i a la Universitat Politècnica de Catalunya en matèries com la gestió de conflictes, negociació i la gestió de persones a les organitzacions.
En l'àmbit acadèmic també ha estat professor de relacions laborals, dret del treball i de la seguretat social, negociació i gestió de conflictes i persones a la Universitat Ramon Llull, a la Universitat Politècnica de Catalunya i a l'Escola Universitària Ceura. A més, ha estat col·laborador en diversos programes de Catalunya ràdio com "El Suplement" o "La Vida". És autor entre d'altres de l'assaig 'Treball i Transició Nacional, una oportunitat' Arxivat 2016-01-18 a Wayback Machine., una aproximació a un nou model productiu i de mercat de treball.
De gener de 2016 a novembre de 2020 va ser Secretari General de Treball, Afers Socials i Famílies de la Generalitat de Catalunya, significant-se especialment en la mediació a conflictes laborals i anàlisi del comportament del mercat de treball a Catalunya, així com en el desplegament de les polítiques actives d’ocupació i de la Renda Garantida de Ciutadania, entre d'altres.
Des del març de 2021 és Secretari General de PIMEC, Confederació Patronal de la Petita i Mitjana Empresa de Catalunya, organització empresarial que aglutina a més de 140.000 empreses, i que té reconeguda la condició legal de més representativa i que ocupa amb criteri de paritat la representació empresarial a Catalunya.